# Дания на зимних Олимпийских играх 1964
Дания приняла участие в Зимних Олимпийских играх 1964 года в Инсбруке (Австрия) в четвёртый раз за свою историю, но не завоевала ни одной медали.

## Общие сведения
Сборная Дании стала принимать участие в Олимпийских играх с самого начала в 1896 году. С тех пор единственными летними Олимпийскими играми, которые она пропустила, стали Игры 1904 года. В зимних Олимпийских играх Дания дебютировала в 1948 году, а Олимпиада 1964 года стала для неё четвёртой по счёту. Знаменосцем на церемонии открытия был лыжник Свенд Карлсен.

## Состав сборной
Конькобежный спорт
1. Курт Стилле[англ.]

 Лыжные гонки
1. Свенд Карлсен[англ.]

## Результаты

### Конькобежный спорт
Курт Стилле был единственным конькобежцем, представляющим Данию на Олимпиаде. Он приехал на неё в возрасте 29 лет. Это были его вторые Игры после дебюта в 1960 году. Он принял участие в трёх гонках: на 5000, 1500 и 10 000 метров. Они прошли 5, 6 и 7 февраля, на них он занял 9, 30 и 12 место соответственно. Результат Стилле в гонке на 10 000 метров (16 минут 38 секунд и 9 место) стал одним из наиболее выдающихся как в его карьере, так и в истории Дании на зимних Олимпийских играх.
| Спортсмен   | Соревнование | Результат | Результат | Источник |
| Спортсмен   | Соревнование | Время     | Место     | Источник |
| ----------- | ------------ | --------- | --------- | -------- |
| Курт Стилле | 1500 м       | 2:17,4    | 30        | [ 6 ]    |
| Курт Стилле | 5000 м       | 7:56,1    | 12        | [ 5 ]    |
| Курт Стилле | 10 000 м     | 16:38,3   | 9         | [ 7 ]    |

### Лыжные гонки
Единственным лыжником, представляющим Данию на Играх, был Свенд Карлсен. Это была его первая Олимпиада, он дебютировал на ней в возрасте 25 лет. 30 января он принял участие в гонке на 30 километров, по итогам которой занял 53 место. 2 февраля Карлсен пришёл 57-м по итогам 15-километровой гонки.
| Спортсмен     | Соревнование | Результат | Результат | Источник |
| Спортсмен     | Соревнование | Время     | Место     | Источник |
| ------------- | ------------ | --------- | --------- | -------- |
| Свенд Карлсен | 15 км        | 1:00:20,7 | 57        | [ 12 ]   |
| Свенд Карлсен | 30 км        | 1:46:35,9 | 53        | [ 10 ]   |